# Josip Vidmar
Josip Vidmar [jósip vídmar], slovenski literarni in gledališki kritik, dramaturg, prevajalec, esejist in politik, * 14. oktober 1895, Ljubljana, † 11. april 1992, Ljubljana.
Bil je eden od ustanoviteljev OF, odposlanec Zbora odposlancev slovenskega naroda v Kočevju in udeleženec drugega zasedanja Avnoja. Po vojni je bil do 1952/53 predsednik Prezidija Ljudske skupščine LR Slovenije, in zbora narodov zvezne skupščine. Bil je dramaturg v Drami, profesor za teorijo drame na Akademiji za igralsko umetnost in dolgoletni predsednik Slovenske akademije znanosti in umetnosti. 

## Življenje
Rodil se je Josipini in Josipu Vidmarju starejšemu. Je mlajši brat Milana, Mile (por. Favai), Staneta, Ivane (por. z Milanom Skrbinškom) ter starejši brat Cirila in Mete.
Po petih letih osnovne šole je obiskoval klasično gimnazijo v Ljubljani. Po (nemški) maturi, ki jo je končal z odliko, se je leta 1914 vpisal na visoko tehniško šolo v Pragi, kjer je bil mobiliziran v avstroogrsko vojsko. 15. septembra 1915 je na fronti v Galiciji prebežal na rusko stran in bil do maja 1918 v ruskem ujetništvu v različnih krajih. Po 1. svetovni vojni je študiral filozofijo in literaturo v Pragi, Parizu, Zagrebu in 1928 diplomiral v Ljubljani iz slovenske književnosti in primerjalne literarne zgodovine s teorijo. Doktorirati je nameraval s knjigo o Župančiču, vendar mu Ivan Prijatelj dela ni hotel sprejeti za disertacijo.  
Uveljavil se je najprej kot prevajalec in interpret ruskih literarnih in filozofskih del. Prevajal je iz ruske, nemške (maturitetni jezik), francoske, angleške in hrvaške književnosti, največ dramatike: Gogolja, Gribojedova, Krležo, Molièrea, Nušića, Puškina, Alekseja Tolstoja in dela drugih pisateljev. Prevod Leonida Nikolajeviča Andrejeva Črne maske je postal libreto Kogojeve opere.
Kot kritik se je uveljavil z oceno Župančičeve drame Veronika Deseniška v Ljubljanskem zvonu (1924). 1922 je z Antonom Podbevškom in Marijem Kogojem ustanovil modernistično revijo Trije labodje, ki pa je po 2. številki zaradi ideoloških razhajanj s Podbevškom prenehala izhajati. Od leta 1925 do 1927 je izdajal revijo Kritika, v kateri so izšli polemični članki o umetnosti. V LZ je polemiziral s katoliškimi intelektualci (Aleš Ušeničnik, Anton Vodnik, Božo Vodušek), kjer je odločno branil stališče, da svetovni nazor ni torišče umetniške presoje. Velja le estetsko merilo, ki je strukturirano v vsečloveški univerzalnosti. 
Njegovo najvplivnejše delo je verjetno Kulturni problem slovenstva, izdano med diktaturo kralja Aleksandra leta 1932. V njem se je zavzel za slovensko nacionalno samobitnost in avtonomnost proti t. i. naprednim liberalnim razumnikom, ki so zagovarjali »jugoslovenarstvo«. Povod je bil esej Otona Župančiča Adamič in slovenstvo, posledica pa Speransova (Kardeljeva) knjiga Razvoj slovenskega narodnega vprašanja. Hkrati pa je sprožil krizo v Ljubljanskem zvonu (COBISS), zato je 1933 s somišljeniki ustanovil »neodvisno« revijo Sodobnost. Jeseni 1934 je postal dramaturg ljubljanske Drame. Prevajal je operne in dramske tekste, urejal Gledališki list in v njem objavljal kritike o uprizoritvah, ki so bile pozneje objavljene v knjigi Dramaturški listki. Leta 1939 se je kot umetniški vodja lotil režije drame Striček Vanja Antona Pavloviča Čehova. V Drami je služboval do 1942, ko je šel v ilegalo in nato maja tega leta v partizane; njegovo partizansko ime je bilo Saša. 
Po vojni je kot prvi profesor za to področje 1946–50 predaval teoretično dramaturgijo na AIU (kasnejši AGRFT).
Član Društva slovenskih književnikov (pisateljev) je bil od 1922, slovenskega PEN kluba od ustanovitve 1926, Društva slovenskih književnih prevajalcev od 1955.
Od 1949 je bil redni član in dobrih 23 let (1952–76) tudi predsednik SAZU (v tej vlogi je 1966–69 predsedoval svetu jugoslovanskih akademij, ki so ga skoraj vse sprejele za dopisnega člana); imel je tudi več kulturnopolitičnih funkcij: bil je upravnik Inštituta za literature SAZU (1950–64), nato predsednik znanstvenega sveta Inštituta za slovensko literaturo in literarne vede (ZRC) SAZU (do 1983). Bil je še predsednik Zveze književnikov Jugoslavije (1952–58), 25 let predsednik gledališkega festivala Sterijino pozorje v Novem Sadu (1956–81), prvo leto tudi Borštnikovega srečanja v Mariboru (1970) in sveta Festivala Ljubljana (1974-78). Bil je predsednik Sveta enciklopedij pri SZDL Slovenije, prvi predsednik Glavnega uredniškega odbora Enciklopedije Slovenije ter častni predsednik v 80. letih obnovljenega Plenuma kulturnih delavcev OF. 
Vodil je simpozij o Ivanu Cankarju ob 100-letnici rojstva (1976), o Otonu Župančiču pa je napisal monografijo za zbirko Znameniti Slovenci, katere program je zasnoval. 
Na ljubljanski univerzi je bil leta 1966 promoviran za častnega doktorja literarnih ved, SAZU pa ga je po izteku predsedovanja 1976 izvolila za častnega člana (pred njim sta bila to samo Tito in Kardelj, ki nista bila redna člana, za njim pa prav tako nekdanji predsednik France Bernik).
Doprsna kipa so mu odkrili na SAZU in v avli ljubljanske Drame.

## Politika
Pred 2. svetovno vojno se je Vidmar opredelil za sodelovanje s komunisti in se politično angažiral v Društvu prijateljev Sovjetske zveze (1940), po okupaciji Jugoslavije pa v Osvobodilni fronti (sprva imenovane Protiimperialistična zveza delovnega ljudstva Slovenije), katere ustanovni sestanek je bil med 26. in 27. aprilom 1941 v njegovem stanovanju v očetovi hiši. Vidmar je bil kot predstavnik kulturnih delavcev vključen v IO OF, od 14. januarja 1943 do 27. aprila 1953 pa je bil njegov predsednik. Oktobra 1943 je bil kot udeleženec Zbora odposlancev slovenskega naroda v Kočevju izvoljen v delegacijo na 2. zasedanje Avnoja v Jajcu, kjer je v imenu slovenske delegacije predlagal, naj dobi Tito naziv oz. čin maršala. Februarja 1944 je bil izvoljen za predsednika SNOS, formalno najvišjega predstavniško-zakonodajnega organa slovenskega osvobodilnega gibanja. Po vojni je imel številne politične funkcije: zvezni in republiški poslanec (do 1967), novembra 1946 je postal predsednik Prezidija Ustavodajne skupščine Ljudske republike Slovenije, 1947–1953 pa je bil predsednik Prezidija Ljudske skupščine Ljudske republike Slovenije, član Prezidija in predsednik Sveta narodov Ljudske skupščine FLRJ 1945–53), član Sveta federacije (1967–74 in po 1982), vmes član Predsedstva SRS (1974–82), vseskozi pa član vodstva oz. predsedstva republiške in do 1967 tudi zvezne SZDL.    
Leta 1948 se je pridružil Titu in nasprotnikom Informbiroja z demonstrativnim vstopom v Komunistično partijo. Bil je tudi predsednik Zveznega odbora za miɾ. 
Na Titovo pobudo je povabil v vilo Bistrico nad Tržičem Miroslava Krležo. Povabil je še Marka Ristića in njihovo druženje je pripomoglo k razgraditvi našega socialističnega realizma. V polemiki o socialističnem realizmu proti Borisu Ziherlu in Mihailu Lifšicu (1956–57) je zagovarjal umetniško avtonomijo, v zvezi z razkritjem povojnih pobojev pa je 1975 polemiziral z Edvardom Kocbekom in Heinrichom Böllom. Že leta 1952 je napisal estetsko in »politično« odklonilno kritiko in polemiko knjige Edvarda Kocbeka Strah in pogum, po kateri so Kocbeka prisilno upokojili in nadzorovali do konca življenja. Leta 1988 je zadnjikrat nastopil v javnosti na protestnem literarnem večeru Društva slovenskih pisateljev ob aretaciji "četverice".

## Literarna kritika in polemika
H kritiki, osnovnemu poklicu, se je vrnil 1952, ko je napisal estetsko in »politično« odklonilno kritiko in polemiko knjige Edvarda Kocbeka Strah in pogum in odklonilno kritiko knjige Juša Kozaka Lesena žlica. Od 1961 do 1968 je kritično spremljal uprizoritve v ljubljanski Drami. Podobno kot v književni kritiki je tudi tu prisegal na literarno gledališče, ni prenašal izmišljenih, »neživljenjskih« konstruktov, odrskega življenja, ki ni upoštevalo vseh treh človeških dimenzij (jaz–moja ožja okolica–družba), in nihilizma. O vprašanjih moderne drame je polemiziral z Vladimirjem Kraljem (1961) in kritziral režijo Mileta Koruna Cankarjevega Pohujšanja v dolini šentflorjanski (1965). Polemično aktualni so bili tudi članki Iz dnevnika in K našemu trenutku (Delo 1965–67, 1971–73), kjer je obravnaval problematična vprašanja v kulturi in umetnost, zlasti svoj odnos do sodobne umetnosti.
Svoje spomine je skoraj petinosemdesetleten izdal v Obrazih (1979, razširjena izdaja 1985). Obudil je spomin samo na pokojne: brata Milana, Ivana Cankarja, ki ga je obiskoval na Rožniku (tu je pričevanje o Cankarjevem govoru v Narodnem domu), prijatelje Karla Dobido, Marija Kogoja, Ferda Kozaka, Edvarda Kardelja in Borisa Kidriča ter vrsto sodobnikov, ki niso samo vplivali na njegovo življenje, temveč na vse slovenstvo: katoliški krog (France Koblar, France Stelé, Anton Vodnik, Franc S. Finžgar, Izidor Cankar), Ivan Prijatelj, Rihard Jakopič, Anton Lajovic, Alojz Gradnik, Anton Novačan, Ivan Pregelj, Pavel Golia, Oton Župančič, Juš Kozak, Fran Albreht, Miran Jarc, Prežihov Voranc in edina ženska Lili Novy. Analitično je predstavil portretirančevo delo, analiziral svoj odnos do portretiranca in odnos portretiranca do njega. V prvi izdaji je bilo 25 portretirancev plus avtorski »obraz«. V drugi, razširjeni izdaji je dodal še druge že umrle: Srečko Kosovel (obudil svojo ljubezen do njegove sestre Karmele Kosovel), Lojz Kraigher, Stanko Leben, Igo Gruden, Vladimir Bartol (zgodba o nastanku Alamuta), Mile Klopčič, Ciril Kosmač, Miško Kranjec, Edvard Kocbek (kritično politični pogled), France Bevk.
Vidmarjev labodji spev je Mrtvaški ples (1983), ki ga je napisal po operaciji raka na črevesju v oseminosemdesetem letu. Iz zavesti minljivosti je pričel razmišljati o spevih smrti v slovenski poeziji. Pregledal jih je od Prešerna naprej. V 80. letih je pripravljal delo Slovenstvo in Jugoslovanstvo, ki pa ga ni končal oz. ni izšlo. 
Posmrtno so izšla njegova pisma Karmeli Kosovel, starejši sestri Srečka Kosovela in prijateljici Avgusta Černigoja, ki je študirala klavir v Münchnu, vanjo se je zaljubil po Srečkovi smrti.
Poročen je bil dvakrat. Prvič z Angelo Kosmatin (od 1921; umrla je leta 1942), s katero je imel sina Tita (1929–1999, pesnik, kasneje kulturni urednik Dela) ter še tri otroke, ki so umrli kot dojenčki. Druga žena je bila Nada Stritar (1917–1990, operna pevka), s katero je imel tri otroke: Roka (1944–), Nado, por. Mlač (1946–2003) in Živo, por. Trbižan (1949–). Nadi je posvetil spis Angleški kralj ter Esej o lepoti. V njem je predstavil temeljne kriterije, ki se jih je držal pri presojanju umetniških del.